# Lantenay, Côte-d'Or
Lantenay este o comună în departamentul Côte-d'Or, Franța. În anul 2009 avea o populație de 490 de locuitori.

## Evoluția populației
| An        | 1975 | 1982 | 1990 | 1999 | 2006 | 2009 |
| --------- | ---- | ---- | ---- | ---- | ---- | ---- |
| Populație | 266  | 302  | 315  | 425  | 454  | 490  |